# 科拉图帕拉耶姆
科拉图帕拉耶姆（Kolathupalayam），是印度泰米尔纳德邦Erode县的一个城镇。总人口17321（2001年）。

## 人口
该地2001年总人口17321人，其中男性8637人，女性8684人；0—6岁人口1408人，其中男737人，女671人；识字率59.42%，其中男性为69.61%，女性为49.29%。